# Muntanyes Tarcău
Les muntanyes Tarcău (en romanès: Muntii Tarcău, en hongarès: Tarkő-hegység) són una serralada, que forma part dels Carpats moldavomuntenians dels Carpats Orientals Exteriors.
La serralada es troba entre les latituds 46º 25 i 46º 57 N i entre les longituds 25º 52 i 26º 28 E. La serralada està vorejada pels rius següents:
- el Bicaz i el Bistriţa al nord
- el Dămuc i Valea Rece a l'oest
- el Trotuș al sud

A l'est, estan limitats pels turons subcarpàtics al llarg d'una línia que va aproximadament de Piatra Neamţ a Moinești. El punt més alt és Tar-havas a 1663 metres.